# Coq au vin

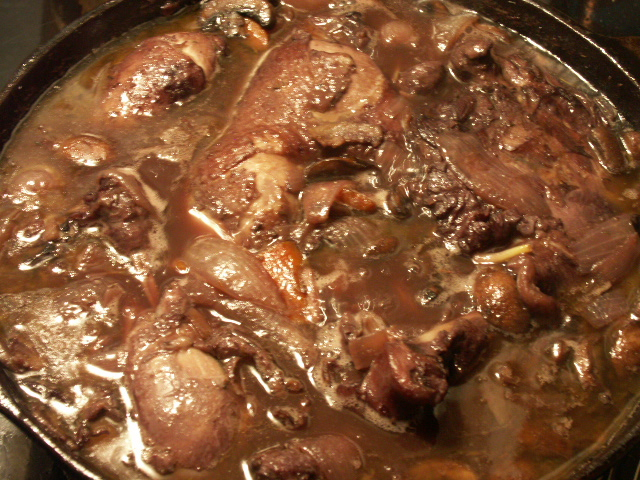
Coq au vin

Coq au vin (franska: [kɔk o vɛ̃], 'tupp i vin') är en maträtt ur det franska köket som i originalreceptet består av ungtupp, kokt i rödvin. Coq au vin kan också tillagas på höna eller kyckling. Rätten innehåller även rödvin, rökt sidfläsk eller bacon, champinjoner, lök, vitlök, tomatpuré, kycklingbuljong eller fond och örter. I vissa recept ingår även morot. De vanligaste örterna som används är timjan, persilja och lagerblad, ofta i form av en bouquet garni så de kan tas bort före servering. Buljongen reds av med botten- eller toppredning.
Många departement använder sitt lokala vin för att ge prägel åt maträtten, såsom coq au vin jaune (Jura) eller coq au Champagne (Champagne-Ardenne) och så vidare. Den mest extravaganta varianten är coq au Chambertin, men denna innehåller generellt Chambertin mer i namnet än i praktiken.